# Родимка
Ро́димка, заст. луни́на (лат. naevus) — уроджене або набуте доброякісне утворення на шкірі у вигляді пігментної плями. Вона виникає внаслідок збільшення числа меланоцитів на межі епідермісу та шкіри. Її забарвлення варіює від тілесного до чорного, а поверхня може бути рівною, укритою волоссям або бородавчастою. Доволі часто родимка перетворюється в меланому. При лікуванні поверхневі родимки руйнують кріотерапією, електрокоагуляцією, глибокі — видаляють з обов'язковим гістологічним дослідженням із метою виявлення злоякісних пухлин.
Коли потрібно звернутись до дерматолога або хірурга: 
- родимка постійно травмується, кровоточить
- змінюються забарвлення, форма, розміри
- у ділянці де розташована родимки проявляються постійні чи періодичні неприємні чи дискомфортні відчуття, як от свербіж, печіння, та інші